# Capitão Leônidas Marques
Capitão Leônidas Marques ist ein brasilianisches Munizip im Westen des Bundesstaats Paraná. Es hat 14.648 Einwohner (2022), die sich Leônidas-Marquesienser nennen. Seine Fläche beträgt 277 km². Es liegt 332 Meter über dem Meeresspiegel.

## Etymologie
Die ursprüngliche Bezeichnung war Aparecida do Oeste. Mit der Erhebung zum Munizip 1964 erhielt der Ort seinen heutigen Namen nach Hauptmann Leônidas Marques dos Santos. Marques dos Santos wurde 1881 geboren und starb in der Campanha do Paraná am 25. Januar 1925 im Distrikt Pouso Alegre von Catanduvas. Er kämpfte unter General Cândido Rondon gegen die Aufständischen der Coluna Prestes.

## Geschichte

### Besiedlung
Während der Regierung von Getúlio Vargas war das Interesse am Westen von Paraná groß, da es hier fruchtbare Böden gab. Zu dieser Zeit rief Getúlio Vargas den Marsch nach Westen Marcha para o Oeste ins Leben, und Kolonisatoren aus Rio Grande do Sul und Santa Catarina erkundeten den Westen von Paraná.
Das Munizip Capitão Leônidas Marques hat seinen Ursprung in einem Kolonisierungsprojekt, das als Gleba Andrada bekannt ist. Diese Region war zuvor nur von Flüchtlingen vor der Justiz und Abenteurern bewohnt, die im damals üppigen Wald nahe der Mündung des Rio Andrada von der Jagd, dem Fischfang und der Palmherzgewinnung lebten.
In der Geschichte der Gemeinde sind nur die Erinnerungen einiger Pioniere überliefert. Die erste Person war der Bürger Maximino Farrapo, der zu jener Zeit einer der Polizeiinspektoren von Oberst Lapa war, der damals Delegado de Polícia (deutsch: Polizeichef) von Cascavel war. Farrapo hatte sich im Jahr 1957 mit einer Lohnmast von Schweinen im heutigen Kernort von Capitão Leônidas Marques niedergelassen. Im Jahr 1957 kam eine Karawane von 30 Familien unter der Leitung von João Ruth Schmidt aus dem Süden, großenteils aus dem 50 km südlich gelegenen Ampére. Zwei Jahre später schlossen sich weitere Familien den Pionieren an, und es kam zu einer italienischen und deutschen Kolonisierung.
Im Jahr 1963 gab es bereits fünf Geschäftshäuser, eine Apotheke und 50 Wohnhäuser. Da wegen der Entfernung zur Präfektur in Cascavel alles sehr schwierig war, bildeten die Verantwortlichen eine Kommission, um mit  Politikern aus Cascavel und der Staatsregierung zu verhandeln, damit der Distrikt Aparecidinha (wie der Ort damals hieß) von Cascavel unabhängig würde.

### Erhebung zum Munizip
Capitão Leônidas Marques wurde durch das Staatsgesetz Nr. 4859 vom 28. April 1964 aus Cascavel ausgegliedert und in den Rang eines Munizips erhoben. Es wurde am 14. Dezember 1964 als Munizip installiert.

## Geografie

### Fläche und Lage
Capitão Leônidas Marques liegt auf dem Terceiro Planalto Paranaense (der Dritten oder Guarapuava-Hochebene von Paraná). Seine Fläche beträgt 277 km². Es liegt auf einer Höhe von 332 Metern.

### Vegetation
Das Biom von Capitão Leônidas Marques ist Mata Atlântica.

### Klima
Das Klima ist gemäßigt warm. Es werden hohe Niederschlagsmengen verzeichnet (1869 mm pro Jahr). Im Jahresdurchschnitt liegt die Temperatur bei 21,4 °C. Die Klimaklassifikation nach Köppen und Geiger lautet Cfa.

### Gewässer
Capitão Leônidas Marques liegt im Einzugsgebiet des Rio Iguaçu. Dieser bildet die südliche Grenze des Munizips. Im Südosten des Munizipgebiets steht die Salto-Caxias-Talsperre mit dem Governador-José-Richa-Wasserkraftwerk.
Die westliche Grenze folgt dem Verlauf des rechten Iguaçu-Nebenflusses Rio Gonçalves Dias. Durch den östlichen Bereich des Munizips fließt der Rio Andrada zum Iguaçu.

### Straßen
Capitão Leônidas Marques liegt an der BR-163, die von Rio Grande do Sul über 3500 km in den Norden Brasiliens nach Oriximiná in Pará führt. Sie verbindet Capitão Leônidas Marques mit Cascavel im Norden und Francisco Beltrão im Südosten.

### Nachbarmunizipien
| Céu Azul | Lindoeste und Santa Lúcia                   |                        |
|          | Kompassrose, die auf Nachbargemeinden zeigt | Boa Vista da Aparecida |
| Capanema | Realeza                                     | Nova Prata do Iguaçu   |

## Stadtverwaltung
Bürgermeister: Maxwell Scapini, PV (2021–2024)
Vizebürgermeister: Sergio Antonio Tristoni, PDT (2021–2024)

## Demografie

### Bevölkerungsentwicklung
| Jahr | Einwohner | Stadt | Land |
| ---- | --------- | ----- | ---- |
| 1970 | 23.256    | 15 %  | 85 % |
| 1980 | 40.832    | 25 %  | 75 % |
| 1991 | 17.843    | 44 %  | 56 % |
| 2000 | 14.377    | 68 %  | 32 % |
| 2010 | 14.970    | 77 %  | 23 % |
| 2022 | 14.648    |       |      |

Quelle: IBGE (2011) und Volkszählung 2022

### Ethnische Zusammensetzung
| Gruppe * | 1991    | 2000    | 2010    | wer sich als …                                                                   |
| --- | ------- | ------- | ------- | -------------------------------------------------------------------------------- |
| Weiße | 74,4 %  | 80,7 %  | 73,5 %  | weiß bezeichnet                                                                  |
| Schwarze | 2,5 %   | 2,0 %   | 4,4 %   | schwarz bezeichnet                                                               |
| Gelbe | 0,2 %   | 0,2 %   | 0,6 %   | von fernöstlicher Herkunft wie japanisch, chinesisch, koreanisch etc. bezeichnet |
| Braune | 22,8 %  | 16,3 %  | 21,4 %  | braun oder als Mischung aus mehreren Gruppen bezeichnet                          |
| Indigene | 0,0 %   | 0,4 %   | 0,1 %   | Ureinwohner oder Indio bezeichnet                                                |
| ohne Angabe | 0,1 %   | 0,5 %   | 0,0 %   |                                                                                  |
| Gesamt | 100,0 % | 100,0 % | 100,0 % |                                                                                  |
| *) Anmerkung: Das IBGE verwendet für Volkszählungen ausschließlich diese fünf Gruppen. Es verzichtet bewusst auf Erläuterungen. Die Zugehörigkeit wird vom Einwohner selbst festgelegt. |         |         |         |                                                                                  |

Quelle: IBGE (Stand: 1991, 2000 und 2010)

## Wirtschaft

### Kennzahlen
Mit einem Bruttoinlandsprodukt pro Einwohner von 81.461,05 R$ bzw. rund 18.100 € lag Capitão Leônidas Marques 2019 auf dem 7. Platz im obersten Viertel der 399 Munizipien Paranás.
Sein hoher Index der menschlichen Entwicklung von 0,716 (2010) setzte es auf den 152. Platz im zweiten Viertel der paranaischen Munizipien.